# Sencer Sarı

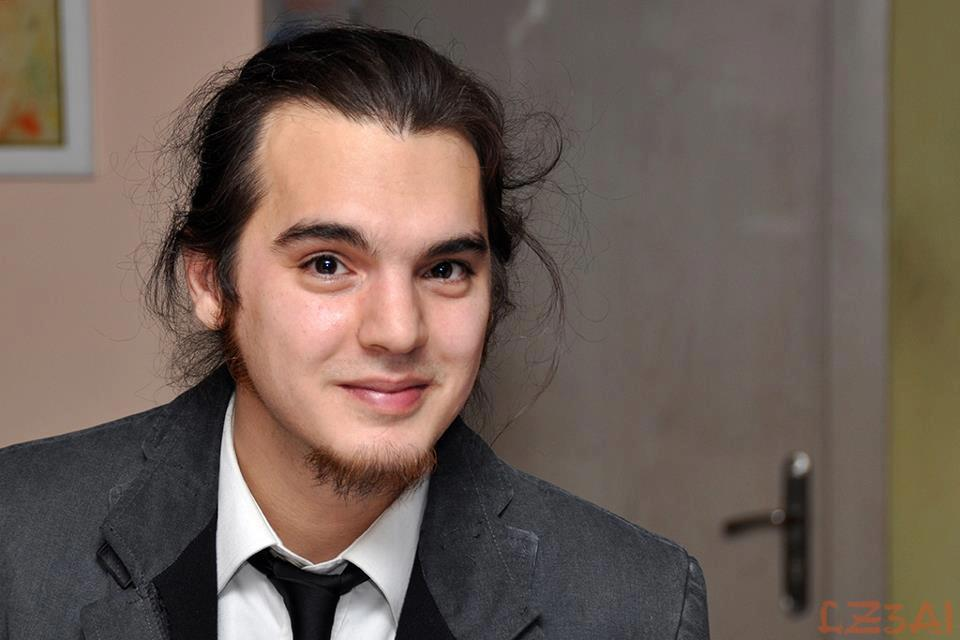
Prof. Dr. Sencer Sarı

Sencer Sarı, nacido en Estambul el 15 de marzo de 1982, es un ceramista turco.  

## Actividad académica

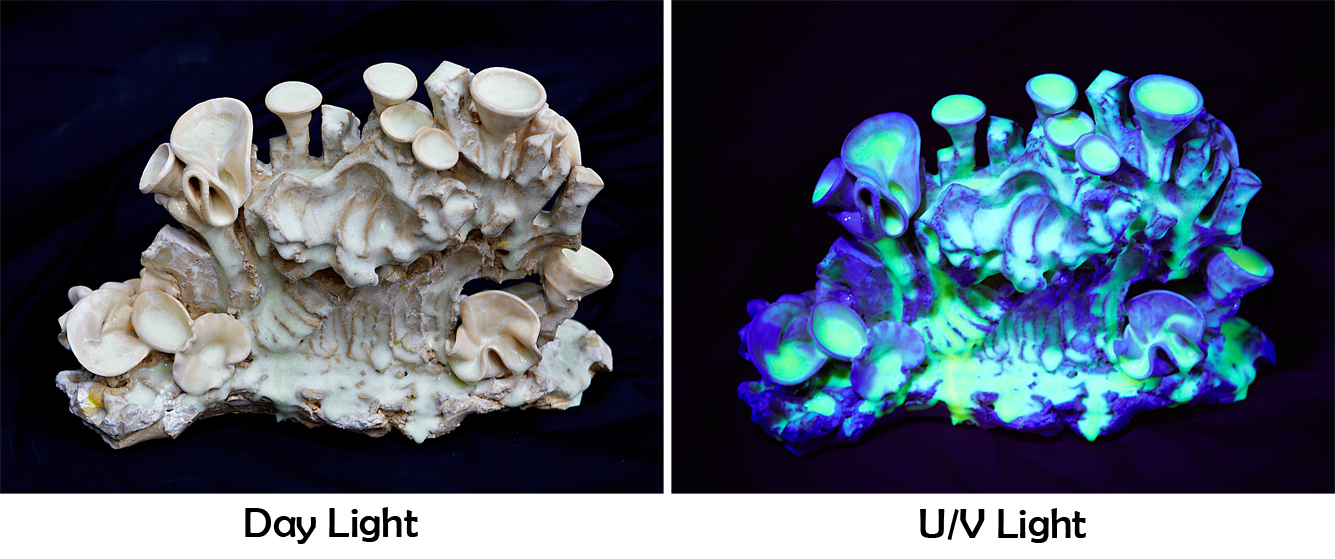
Cerámica de Uranio Luminoso de su exposición "Anémonas en Rojo".

Sencer Sarı comenzó sus estudios de Comunicación Visual y Diseño en la Universidad de Yeditepe, Estambul, entre los años 2001 y 2002. Desde 2002 hasta 2006 continuó sus estudios en la Facultad de Bellas Artes de la Universidad de Çanakkale Onsekiz Mart, especializándose en Cerámica. Posteriormente realizó su Máster en Cerámica (2007-2010) en la misma universidad, donde su tesis de esmaltes cromados a baja temperatura fue publicada e incluida dentro de la base de datos de investigaciones científicas. Durante esta época Sarı se centró en la cerámica artística y las posibilidades de expresarla con tecnologías experimentales compatibles por entonces. En 2006 Sarı trabajó junto a Osman Nuri Civelek en el laboratorio de investigación de diamantes y cerámica de Civelek Porselen, investigando el proceso de los metales alcalinos y la sintetización de compuestos cerámicos, contribuyendo en la investigación y desarrollo de armadura ignífuga de producción local y chalecos a prueba de balas hechos a base de aluminio prensado en caliente. Entre 2005 y 2009 trabajó, además, con esmaltes cromados y a baja temperatura y junto al ceramista/escultor İbrahim Tayfun Durat.
En 2013 Sencer Sarı logró el título de Doctor en el Departamento de Cerámica y Vidrio de la Academia Nacional de Arte en Sofía, Bulgaria. Durante este período, Sarı retomó sus investigaciones tecnológicas en las que desarrolló "técnicas de reducción de humo" en hornos eléctricos y lugares interiores por reducción de petróleo. Con este nuevo método, el artista consiguió proporcionar un color rojo cobrizo difícil de obtener en la tecnología cerámica, tratándose pues su tesis sobre el proceso de alcanzar esmaltes rojo cobrizo en ambientes oxigenados y a baja temperatura.
A partir de 2011 Sarı realizó su trabajo con cerámica aprovechando el hecho de que el uranio radioactivo brilla en oscuridad y lo puso en práctica en porcelana. Según él, existen dos matices de color rojo (rojo de cobre y rojo de uranio) que son difíciles de alcanzar en el vidriado y en la cerámica. Sarı además afirma que se puede obtener una pequeña superficie de color rojo de uranio quemando el nitrato de uranio a alta temperatura. Durante su doctorado en Sofía, el artista experimentó con elementos radioactivos poco comunes y consiguió reducir significativamente la emisión de partículas alfa en esmaltes y cerámica hecha con uranio radioactivo al utilizar una capa de plomo y óxido de litio cubriéndola adicionalmente con capas de vidrio.
Sencer Sarı también es miembro de la Asociación Internacional de Arte del Comité Nacional Turco de la UNESCO AIAP desde 2007.
El 27 de junio de 2012 en la Universidad de Artes Aplicadas de Viena, impartió una clase sobre el uso de elementos químicos poco comunes en el vidriado de cerámica y cristal, el esmalte de cromo, el vidriado azul turco y la preparación segura del baño de ácido de fluorhídrico para conseguir el vidriado mate.
El 30 de noviembre de 2012 Sarı impartió el seminario “Uranio en el arte cerámico” en la Universidad búlgara de VUZF y organizó una exposición en la que presentó sus obras utilizando el uranio rojo. 
Entre los años 2014 y 2016 desempeñó el puesto de profesor en la Facultad de Bellas Artes de la Universidad de Marmara (Estambuel), dentro del Departamento de Cerámica y Vidrio. 
Además colabora como testigo experto para el Ministerio de Justicia de la República de Turquía desde 2016. 
En febrero de 2019, el Dr. Sarı aceptó el puesto de profesor invitado en la Facultad de Diseño de la Academia Estatal de Artes de Tbilisi (Georgia), dentro del Departamento de Cerámica Artística, donde continúa impartiendo clases en la actualidad.    

## Actividad artística
El 2 de mayo de 2006 su obra “Aqua” ganó el premio especial Şima en la 9ª edición del Concurso Internacional Rotary Golden Jug Ceramic en la Galería y Museo de Escultura y Arte de Izmir, donde formó parte de la exposición hasta el 14 de mayo.
Entre los días 1 y 20 de noviembre de 2006 Sarı participó en la 5ª edición del Taller de Técnica de Humo en Cerámica llevado a cabo en la Galería de Arte Adnan Franko en Izmir.
El 12 de septiembre de 2007 celebró una exposición de su colección “Máscaras y Sensaciones” (en turco: "Duyumlar ve Maskeler") en la Galería de la Asociación Internacional de Artes Plásticas de la UNESCO en Estambul.
El 27 de octubre de ese mismo año participó en dos exposiciones organizadas por dos grupos diferentes: la primera exposición titulada “Mar Mediterráneo" organizada por la UNESCO AIAP;  y una segunda exposición de obras titulada "Nostalgia" realizadas con técnicas mixtas en la Feria de Arte de Tuyap, organizada por el Colectivo de Artistas de Turquía.
El 30 de noviembre de 2012 S. Sarı impartió un taller sobre el rol que desempeña el uranio dentro del arte cerámico. Aquí también organizó su exposición “Anémonas en rojo” (en inglés: "Anemones in Red") en la que exhibió sus obras utilizando el rojo de uranio. El 20 de octubre se inauguró su exposición "Desde el Mar" en la Galería de Arte Tünel de Estambul, donde permaneció hasta el 7 de noviembre. Durante los días 8 y 16 de noviembre de 2014, ya como Dr. Sarı, participó en la exposición de la Unión de Artistas “No se debe olvidar”, la cual tuvo lugar en el Centro de Conferencias y Exposiciones de Tüyap durante la 24ª Feria de Arte de Estambul.
El 8 de febrero de 2017 Sarı inauguró la 23ª Conferencia Anual de Doctorados “Materias no metálicas y no orgánicas” en la Universidad de Química y Tecnología de Praga, República Checa. En ella realizó un seminario donde presentó su investigación “Compuestos de Uranio en el Arte”.
El 16 de agosto de 2017 participó en la 5ª Conferencia Internacional de Cerámica llamada “Laboratorio de Cerámica” que tuvo lugar en Daugavpils, Letonia.
Desde el 14 de agosto hasta el 15 de septiembre de 2017 Sarı presentó su exposición “Hadas fluorescentes” al aire libre en la Academia de Arte de Vilna, Lituania.
Los días 14, 15 y 16 de septiembre de 2018 Sarı organizó una exitosa exposición de porcelana llamada “Decadencia de Nuestros Días” en Akhaltsikh, Georgia.

## Inventos patentados
- 30 de julio de 2015 (número de patente: TUR 2015/09482) - Materiales de Reducción en Combustión Reducida con Horno Eléctrico y Metodología para Agentes de Reducción.

- 2 de febrero de 2016 (número de patente: TUR 2016/01448) - Horno de Fundición Portátil.

- Datos: Q6101389
- Multimedia: Sencer Sarı / Q6101389